# 马拉特瓦达
马拉特瓦达（Marathwada，馬拉提語發音：[məɾaːʈʰʋaːɖa]）是印度马哈拉施特拉邦的一个地理区域和拟议邦。它位于维德尔帕西部，北马哈拉施特拉东部，与卡纳塔克邦和特伦甘纳邦相邻，最大城市为奥兰加巴德。当地语言以马拉地语和乌尔都语为主。

## 人口
2011 年印度人口普查结果为 18,731,872 人。  
马拉特瓦达地区的语言 (2011)
马拉特瓦达地区的语言较为多样。77.98%的人口讲马拉地语，9.56%为乌尔都语，印地语和兰巴迪语则分别占6.49%和3.20%。